# روبرت أنتوني مارتينسن
روبرت أنتوني مارتينسن (بالإنجليزية: Robert Anthony Martienssen)‏ (21 ديسمبر 1960–) عالم نبات بريطاني.